# Сорокопуд міомбовий
Сорокопуд міомбовий (Lanius souzae) — вид горобцеподібних птахів родини сорокопудових (Laniidae).

## Назва
Вид названо на честь португальського зоолога Жозе Августо де Жоузи (José Augusto de Sousa, 1836—1889).

## Поширення
Вид поширений в Південній Африці, де він займає територію, що простягається від центральної Анголи до західного та південно-східного берегів озера Малаві через Катангу, Замбію, південно-західну Танзанію, Малаві та центрально-західну частину Мозамбіку. Фрагментовано і мозаїчно поширений в Намібії, на півночі Ботсвани (національний парк Чобе), у прикордонній зоні між Габоном та Республікою Конго та в прикордонній зоні між Танзанією, Руандою та Бурунді. Мешкає в лісистій савані та міомбо.

## Опис
Дрібний птах, завдовжки 17-18 см, вагою 21-30 г. Це птахи з міцною і масивною зовнішністю з досить великою і овальною головою, міцним і гачкуватим дзьобом, міцними і досить короткими ногами, короткими і округлими крилами і досить довгим тонким хвостом з квадратним кінцем. Тіло світло-сірого забарвлення, лише спина, крила та хвіст коричнево-горіхові. На крилах є біле дзеркальце. Лицьова маска чорного кольору. Дзьоб чорнуватий, ноги чорно-коричневі, а очі темно-карі.